# Pinzberg
Pinzberg ist eine Gemeinde im oberfränkischen Landkreis Forchheim. Der Ortsteil Gosberg ist Sitz der Verwaltungsgemeinschaft Gosberg.

## Geografie

### Geografische Lage
Pinzberg liegt in der Planungsregion Oberfranken-West, etwa 5 km südöstlich von Forchheim.

### Gemeindegliederung
Die Gemeinde Pinzberg hat 5 Gemeindeteile. Es gibt die Gemarkungen Dobenreuth, Gosberg und Pinzberg.
| Gemeindeteil | Gemarkung  |
| ------------ | ---------- |
| Dobenreuth   | Dobenreuth |
| Elsenberg    | Pinzberg   |
| Gosberg      | Gosberg    |
| Pinzberg     | Pinzberg   |
| Steingraben  | Dobenreuth |

### Gemarkung Pinzberg
Die Gemarkung Pinzberg liegt vollständig im Gemeindegebiet von Pinzberg. Sie hat eine Fläche von etwa 620 Hektar und kennzeichnet annähernd die Gemeindefläche Pinzbergs vor der Gebietsreform in Bayern. Auf der Gemarkung liegen die Pinzberger Gemeindeteile Elsenberg und Pinzberg.

### Nachbargemeinden

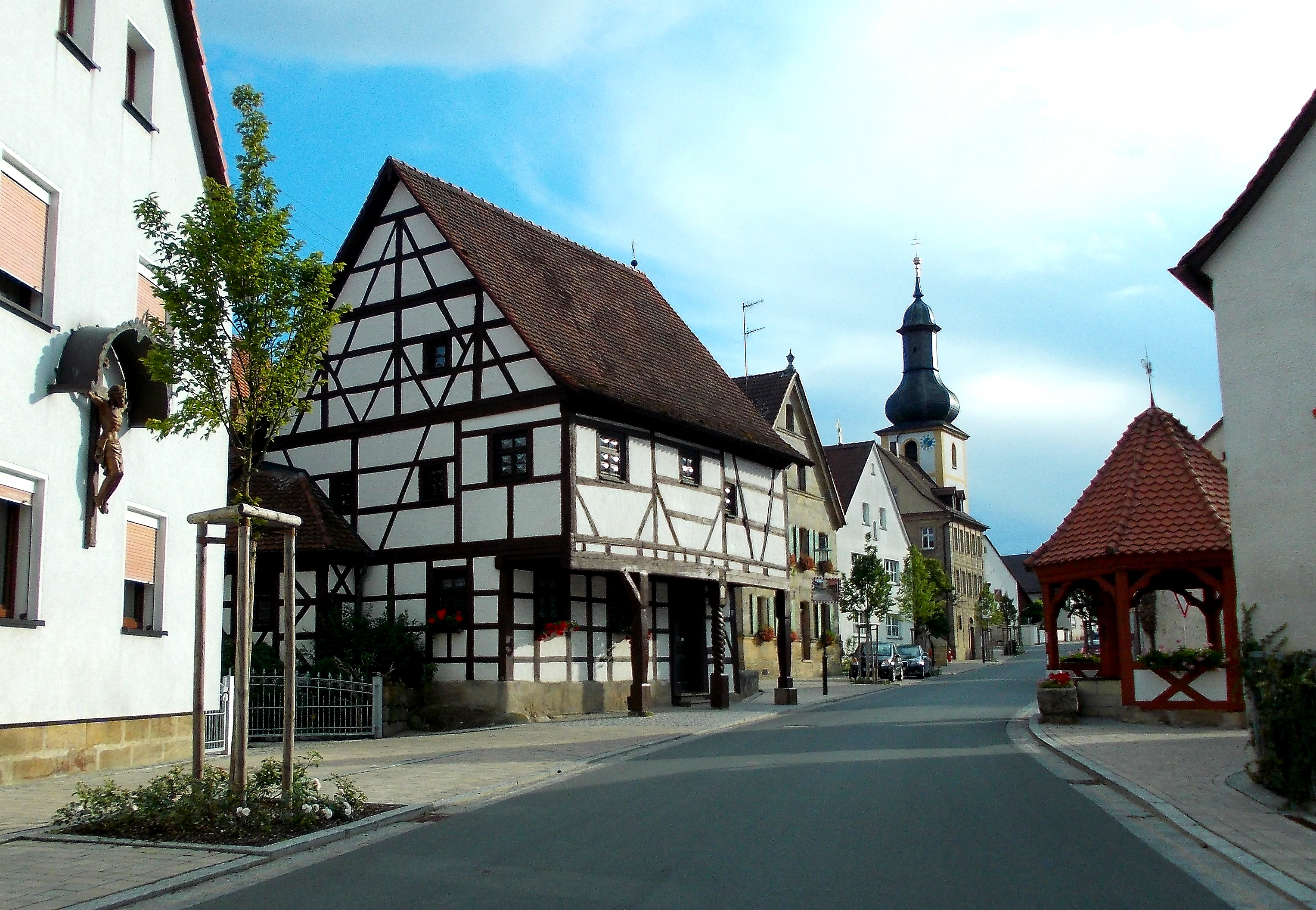
Alte Schmiede und Wegbrunnen in Pinzberg

| Große Kreisstadt Forchheim |                                             | Gemeinde Wiesenthau |
|                            | Kompassrose, die auf Nachbargemeinden zeigt | Gemeinde Leutenbach |
| Gemeinde Poxdorf           | Gemeinde Effeltrich                         | Gemeinde Kunreuth   |

## Geschichte

### Bis zur Gemeindegründung
Pinzberg gehörte zum Hochstift Bamberg, das ab 1500 im Fränkischen Reichskreis lag. Seit dem Reichsdeputationshauptschluss von 1803 gehört der Ort wie weite Teile Frankens zu Bayern (Siehe auch Geschichte Frankens). Im Zuge der Verwaltungsreformen im Königreich Bayern entstand mit dem Gemeindeedikt von 1818 die heutige Gemeinde.

### Eingemeindungen
Vor der Gebietsreform in Bayern hatte die Gemeinde Pinzberg eine Fläche von 620,35 Hektar (1964) und die Gemeindeteile Pinzberg und Elsenberg. Die Gemeinde Dobenreuth mit einer Fläche von etwa 235 Hektar und den Gemeindeteilen Dobenreuth und Steingraben und die Gemeinde Gosberg mit einer Fläche von etwa 478 Hektar und dem Gemeindeteil Gosberg wurden zum 1. Mai 1978 in die Gemeinde Pinzberg eingegliedert.

### Einwohnerentwicklung
| Bevölkerungsentwicklung | Bevölkerungsentwicklung | Bevölkerungsentwicklung | Bevölkerungsentwicklung | Bevölkerungsentwicklung | Bevölkerungsentwicklung | Bevölkerungsentwicklung | Bevölkerungsentwicklung | Bevölkerungsentwicklung | Bevölkerungsentwicklung | Bevölkerungsentwicklung |
| ----------------------- | ----------------------- | ----------------------- | ----------------------- | ----------------------- | ----------------------- | ----------------------- | ----------------------- | ----------------------- | ----------------------- | ----------------------- |
| Jahr                    | 1961                    | 1970                    | 1987                    | 1991                    | 1995                    | 2000                    | 2005                    | 2010                    | 2015                    | 2019                    |
| Einwohner               | 1493                    | 1608                    | 1696                    | 1824                    | 1898                    | 1864                    | 1923                    | 1926                    | 1903                    | 1970                    |

## Politik

### Gemeinderat
| Wahljahr | CSU/Bürgerblock | Freie Wählergruppe Dorfgemeinschaft | Wählergemeinschaft unabhängiger Bürger | Die Chance | Aktive Bürger | Gesamt   |
| -------- | --------------- | ----------------------------------- | -------------------------------------- | ---------- | ------------- | -------- |
| 2020     | 3               | 6                                   | 3                                      | -          | -             | 12 Sitze |
| 2014     | 4               | 4                                   | 3                                      | 1          | -             | 12 Sitze |
| 2008     | 4               | 4                                   | 3                                      | -          | 1             | 12 Sitze |

### Bürgermeister
Ehrenamtliche Erste Bürgermeisterin ist seit 1. Mai 2020 Elisabeth Simmerlein (Freie Wählergruppe Dorfgemeinschaft Pinzberg, Gosberg, Dobenreuth, Elsenberg). Von 1996 bis 2020 amtierte Reinhard Seeber (CSU/Bürgerblock). Sein Vorgänger war der spätere Landrat Reinhardt Glauber (1990 bis 1996).
Zweiter Bürgermeister ist Markus Galster (Wählergemeinschaft unabhängiger Bürger) und Dritter Bürgermeister Michael Schmitt (Freie Wählergruppe).

### Jugendgemeinderat und Jugendbürgermeister
Seit 1996 gibt es in Pinzberg einen Jugendgemeinderat. Dieser wurde vom damaligen Bürgermeister Reinhardt Glauber ins Leben gerufen. Der amtierende Jugendbürgermeister seit dem Jahr 2008 ist Fabian Friedl aus Gosberg.

### Wappen
| Wappen von Pinzberg | Blasonierung: „In Gold eine eingeschweifte rote Spitze, darin ein silberner Torturm mit beiderseits anschließender silberner Quadermauer; beseitet vorne von einem schwarzen dreiblättrigen Kleeblatt, hinten von einer schwarzen Kornblumenblüte.“ |
| Wappen von Pinzberg | Wappenbegründung: Pinzberg besteht aus den Gemeinden Dobenreuth, Elsenberg, Gosberg und Pinzberg. Alle Orte sollen gleichermaßen in dem Wappen dargestellt werden. Der Turm ist das Wahrzeichen von Pinzberg und weist auf den viergeschossigen Kirchturm hin, der zugleich ein Torturm der Friedhofsbefestigung aus der zweiten Hälfte des 15. Jahrhunderts ist. Die eingeschweifte rote Spitze ist das Symbol der Dreifaltigkeit und steht für den Ort Gosberg und seine Filialkirche, die der Heiligen Dreifaltigkeit geweiht ist. Das Kleeblatt steht für den Ort Dobenreuth und symbolisiert das seltene Patrozinium der Heiligen Familie. Seit dem Mittelalter wird sowohl die irdische wie die himmlische Dreifaltigkeit oft durch Naturformen wie Kleeblätter dargestellt. Die für den Ort Elsenberg wichtige Landwirtschaft wird durch die Kornblumenblüte dargestellt. Die Farben Gold und Schwarz aus dem bambergischen Hochstiftswappen erinnern an die lang währende Beziehung zum Bistum Bamberg. Im Jahr 1062 schenkte Heinrich IV. Teile des heutigen Gemeindegebiets von Pinzberg dem Bistum. Die Gemeinde Pinzberg führt das Wappen seit 1988. |

## Baudenkmäler

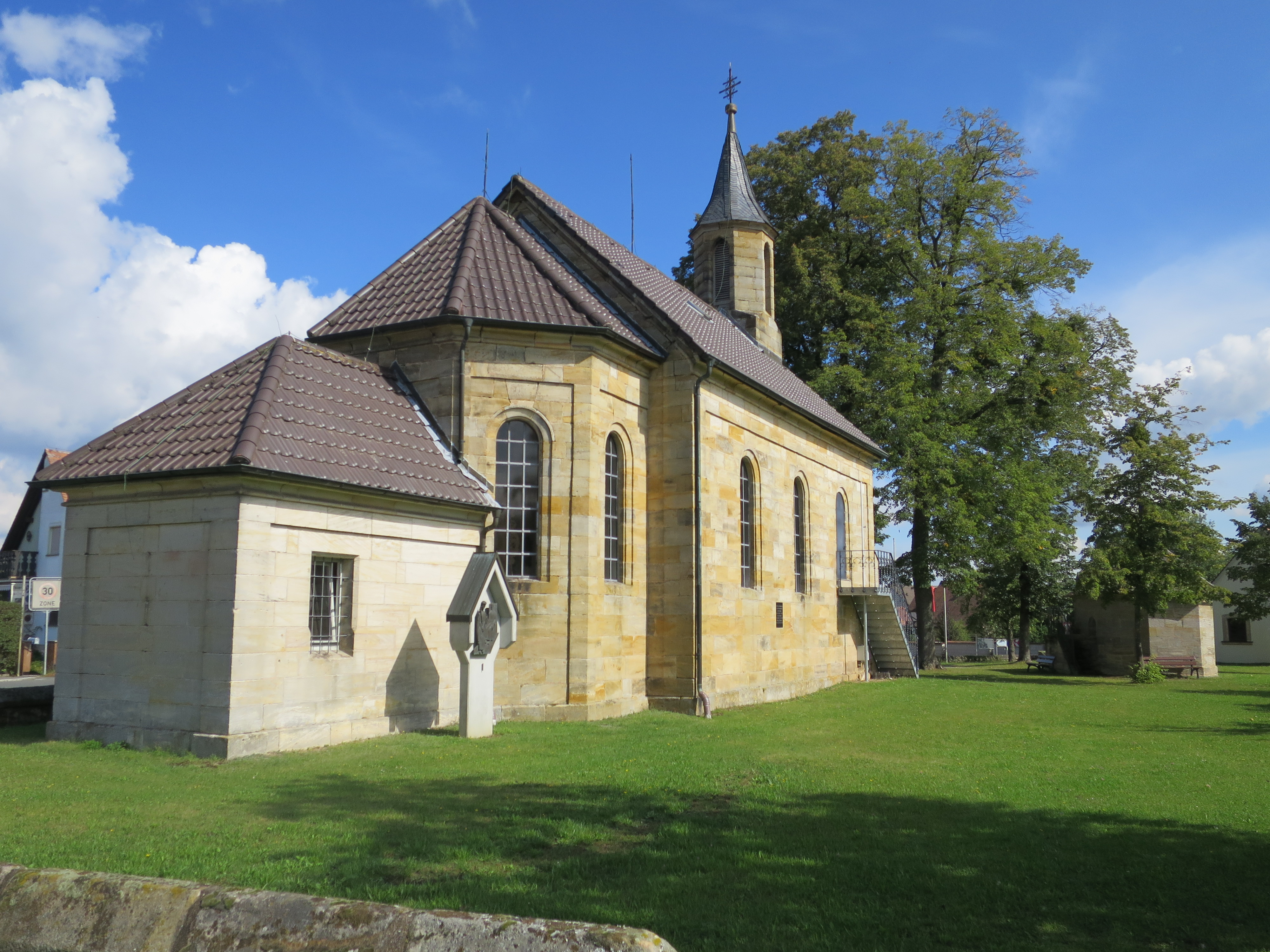
Wallfahrtsgelände mit Kapellen

Im Pfarrdorf Pinzberg gibt es 31 Baudenkmäler, wozu unter anderem eine ehemalige Schmiede und ein Wallfahrtsgelände gehören.

## Wirtschaft und Infrastruktur

### Wirtschaft einschließlich Land- und Forstwirtschaft
2022 gab es 325 sozialversicherungspflichtig Beschäftigten am Arbeitsort, 900 sozialversicherungspflichtig Beschäftigte am Wohnort und 25 Arbeitslose. Im verarbeitenden Gewerbe gab es keinen Betrieb, im Bauhauptgewerbe zwei Betriebe. 
2020 bestanden 29 landwirtschaftliche Betriebe mit einer landwirtschaftlich genutzten Fläche von 974 Hektar.

### Verkehr
Im nördlichen Gemeindegebiet verläuft die Staatsstraße 2236 von Forchheim über Gosberg und Dobenreuth nach Kunreuth. Die Kreisstraße FO 7 verläuft über Pinzberg von der Staatsstraße 2243 nördlichen von Effeltrich zur Staatsstraße 2236 bei Gosberg.
Im Gemeindegebiet liegen die beiden Bahnhaltepunkte Pinzberg und Gosberg der Strecke Forchheim–Behringersmühle, die zum Tarifgebiet des Verkehrsverbundes Großraum Nürnberg gehören.
Über den VGN sind Busverbindungen in die umliegenden Gemeinden und Städte verfügbar.
Durch Pinzberg verläuft der Fränkische Marienweg.

### Bildung
Im Jahre 2025 gab es folgende Einrichtungen:
- eine Kindertageseinrichtung für bis zu 145 Kinder[12]
- eine Außenstelle der Volkshochschule des Landkreises Forchheim[13]
- Grundschule Pinzberg[14]